# Kappa (demon)
Kappa (jap. 河童)  lub kawatarō (jap. 河太郎) – japoński złośliwy demon wodny.

## Opis
Według legend kappy przebywają w rzekach i jeziorach oraz w lasach i na pustkowiach, zawsze w pobliżu zbiorników wodnych. To istoty bardzo złośliwe, nawet o skłonnościach morderczych (wabią dzieci do rzek, żeby je tam utopić, często wysysając organy wewnętrzne, lub – według innych wersji – krew, wątrobę lub siłę życiową poprzez odbyt). Obwinia się je także o porywanie dzieci. Jednocześnie lubią robić zwykłe żarty w pobliskich wsiach, strasząc kobiety, kradnąc żywność i hałasując. Mimo swojej siły i złośliwości są naiwne i łatwo je przechytrzyć. Nie lubią ognia i wiele wsi urządza festiwale z pokazami ogni sztucznych, żeby odstraszyć kappy.
Kappa to demon wzrostu kilkuletniego dziecka, łączy w sobie cechy hybrydy żółwia (według innych wersji: małpy lub żaby) i człowieka. Usta ma w formie nieco wydłużonego dzioba, palce połączone błoną (świetnie pływa), wierzch głowy jest łysy, wgłębiony i otoczony wianuszkiem zielonych włosów. Ta naturalna miska wypełniona jest wodą, która daje demonowi siłę. Nikt nie pokona kapp w bezpośrednim starciu – są bardzo silne i niebezpieczne, spotkanie z nimi jest zawsze groźne. Istnieje tylko jeden sposób: kappa jest bardzo uprzejmy, dlatego widząc go, należy mu złożyć głęboki ukłon powitalny. Kappa zawsze oddaje ukłon, a wtedy magiczna woda z miski na głowie wyleje się i demon straci całą swoją siłę, a nawet może umrzeć.
Kappa jest czasem pokryty łuską (lub skorupą) koloru zielonego, żółtego bądź niebieskiego. Ma wydzielać zapach ryby. Bardziej niż ludzkie mięso (dzieci lub nawet dorosłych) kappa lubi ogórki, dlatego Japończycy często rzucają je do rzeki lub jeziora, żeby demony nie przychodziły ich szukać i żeby je obłaskawić. Tak obdarowany kappa staje się życzliwy, nie topi ludzi, a regularnie częstowany ogórkiem może się nawet odwdzięczać, pomagając w irygacji pól ryżowych i lecząc chorych (zna różne lekarstwa). Zaprzyjaźniony kappa jest miłym towarzyszem, bo świetnie mówi po japońsku i gra w shōgi (rodzaj szachów). Oprócz tego zawsze wywiązuje się z obietnic i nie łamie przysięgi. Ku czci życzliwych kapp wznoszono chramy (shintō).

## Kappa dziś
Demon był zawsze częstym motywem folkloru i sztuki, a we współczesnej Japonii zyskał nawet na popularności. Stał się bardziej sympatyczny, bardziej infantylny i życzliwy. Odmianę sushi, nadziewaną ogórkiem, nazwano na cześć kappy – kappamaki.
Kappy są tematem anime, literatury dziecięcej, gier komputerowych (np. Final Fantasy) i zabawek.
Nawet dziś umieszcza się wizerunki kapp na tablicach zakazujących kąpieli w rzekach czy jeziorach.  Jako bohater legend demon spełnia pożyteczną rolę „straszaka” w wychowaniu dzieci (ucząc je, żeby nie kąpały się bez dozoru i kłaniały się uprzejmie).
Popularne japońskie powiedzenie kappa no kawa-nagare (jap. 河童の川流れ) oznacza „każdy może się pomylić” (por. pol. koń ma cztery nogi i też się potknie).
Kappa pojawił się także w trzecim tomie przygód Harry’ego Pottera (Harry Potter i więzień Azkabanu) jako zwodnik kappa – stwór żyjący na bagnach, zwodzący wędrowców.
Tego demona spotkał na swojej drodze również królik-samuraj, Usagi Yōjimbō, stworzony przez Stana Sakai w komiksie pod tytułem Kappa. Historia znajduje się w drugim tomie przygód Usagiego pt. Samuraj. W tej opowieści kappa czyha na zbłąkanych wędrowców i można go przebłagać tylko ogórkami.
W grach Touhou występuje także kappa o imieniu Nitori Kawashiro. Wygląda ona jak zwyczajna dziewczynka, żyjąca w rzece pod górą Youkai.
Scott Westerfeld do powieści Goliat z trylogii Lewiatan wprowadził bojowe stwory o nazwie kappa.
Kappa pojawiają się w pierwszym tomie serii książek Klątwa Tygrysa autorstwa Colleen Houck.